# Лонжвіль-сюр-ла-Лен
Лонжві́ль-сюр-ла-Лен (фр. Longeville-sur-la-Laines) — колишній муніципалітет у Франції, у регіоні Гранд-Ест, департамент Верхня Марна. Населення — 469 осіб (2011).
Муніципалітет був розташований на відстані близько 180 км на схід від Парижа, 65 км на південний схід від Шалон-ан-Шампань, 55 км на північний захід від Шомона.

## Історія
До 2015 року муніципалітет перебував у складі регіону Шампань-Арденни. Від 1 січня 2016 року належав до нового об'єднаного регіону Гранд-Ест.
1 січня 2016 року Лонжвіль-сюр-ла-Лен, Друа, Луз i Пюельмонтьє було об'єднано в новий муніципалітет Рив-Дервуаз.

## Демографія
Динаміка населення (INSEE ):
Розподіл населення за віком та статтю (2006):
| Стать | Всього | До 15 років | 15-24 | 25-44 | 45-64 | 65-85 | Понад 85 |
| --- | ------ | ----------- | ----- | ----- | ----- | ----- | -------- |
| Чоловіки | 232    | 60          | 20    | 40    | 80    | 28    | 4        |
| Жінки | 188    | 20          | 28    | 64    | 44    | 16    | 16       |
| \| Статево-вікова піраміда \| Статево-вікова піраміда \| Статево-вікова піраміда \| \| ----------------------- \| ----------------------- \| ----------------------- \| \| Чоловіки \| Вік \| Жінки \| \| 4 \| 85 + \| 16 \| \| 4 \| 80-84 \| 0 \| \| 12 \| 75-79 \| 0 \| \| 4 \| 70-74 \| 12 \| \| 8 \| 65-69 \| 4 \| \| 8 \| 60-64 \| 8 \| \| 16 \| 55-59 \| 4 \| \| 36 \| 50-54 \| 28 \| \| 20 \| 45-49 \| 4 \| \| 16 \| 40-44 \| 32 \| \| 12 \| 35-39 \| 12 \| \| 12 \| 30-34 \| 12 \| \| 0 \| 25-29 \| 8 \| \| 8 \| 20-24 \| 12 \| \| 12 \| 15-20 \| 16 \| \| 32 \| 10-14 \| 16 \| \| 16 \| 5-9 \| 0 \| \| 12 \| 0-4 \| 4 \| |        |             |       |       |       |       |          |
| Статево-вікова піраміда |        |             |       |       |       |       |          |
| Чоловіки | Вік    | Жінки       |       |       |       |       |          |
| 4 | 85 +   | 16          |       |       |       |       |          |
| 4 | 80-84  | 0           |       |       |       |       |          |
| 12 | 75-79  | 0           |       |       |       |       |          |
| 4 | 70-74  | 12          |       |       |       |       |          |
| 8 | 65-69  | 4           |       |       |       |       |          |
| 8 | 60-64  | 8           |       |       |       |       |          |
| 16 | 55-59  | 4           |       |       |       |       |          |
| 36 | 50-54  | 28          |       |       |       |       |          |
| 20 | 45-49  | 4           |       |       |       |       |          |
| 16 | 40-44  | 32          |       |       |       |       |          |
| 12 | 35-39  | 12          |       |       |       |       |          |
| 12 | 30-34  | 12          |       |       |       |       |          |
| 0 | 25-29  | 8           |       |       |       |       |          |
| 8 | 20-24  | 12          |       |       |       |       |          |
| 12 | 15-20  | 16          |       |       |       |       |          |
| 32 | 10-14  | 16          |       |       |       |       |          |
| 16 | 5-9    | 0           |       |       |       |       |          |
| 12 | 0-4    | 4           |       |       |       |       |          |

## Економіка
2010 року серед 298 осіб працездатного віку (15—64 років) 231 була активною, 67 — неактивними (показник активності 77,5%, у 1999 році було 66,5%). З 231 активної мешканців працювали 203 особи (107 чоловіків та 96 жінок), безробітними було 28 (17 чоловіків та 11 жінок). Серед 67 неактивних 12 осіб було учнями чи студентами, 30 — пенсіонерами, 25 були неактивними з інших причин.

У 2010 році в муніципалітеті числилось 182 оподатковані домогосподарства, у яких проживали 459,5 особи, медіана доходів виносила 16 926 євро на одного особоспоживача